# Stefan Vögel
Stefan Vögel  (nar. 1969, Bludenz, Rakousko) je rakouský dramatik a kabaretiér.

## Život
Narodil se ve vesnici Gurtis v Vorarlberských Alpách. Vystudoval informatiku na univerzitě v Curychu. Po studiích se začal věnovat divadlu.
Je ženatý, má dva syny. Žije v Lichtenštejnsku.

## Dílo

### Divadelní hry (výběr)
- Eine gute Partie (Dobře rozehraná partie, 2002)
- Global Player
- Süßer die Glocken (2003)
- Die süßesten Früchte (2004)

### Dobře rozehraná partie
Dobře rozehraná partie je divadelní komedie, jejíž český překlad je momentálně i je na repertoáru divadla ABC (premiéra 19. ledna 2008),
osoby
- Fred Kowinski - válečný veterán
- Leonard - jeho syn
- Walt - jeho přítel
- Rosalinda - hospodyně
- Nová hospodyně

Fred Kowinski je nerudný válečný veterán. Stýká se pouze s kolegou z války Waltem, se kterým hrají každý týden šachy. Aby zcela nezpustl, snaží se mu syn Leonard zajistit alespoň hospodyni. Žádná ale u něho nevydrží. Pak se objeví Rosalinda a vše se změní.
Komedie byla zpracována i jako rozhlasová hra v Českém rozhlasu. překlad Magdalena Štulcová, rozhlasová úprava Jitka Škápíková, režie Lída Engelová.